# Трофименко, Лариса Сергеевна
Трофименко Лариса Сергеевна (род. 15 февраля 1950, Грузское, Днепропетровская область или Кривой Рог, Днепропетровская область) — советский и украинский политик. народный депутат Украины 3-го созыва (1998—2002).

## Биография
Родилась 15 февраля 1950 года в селе Грузское Криворожский района Днепропетровская области. Украинка. Отец, Гречка Сергей Николаевич (1918—1975), — учитель; мать, Людмила Акимовна (1927), — пенсионерка; дочь, Марина Сергеевна (1979).
Окончила Симферопольский государственный университет (1968—1972), филолог, специальность «Украинский язык и литература», а затем Днепропетровский сельскохозяйственный институт (1984—1987), учёный-агроном.
Кандидат политических наук (2002). Диссертация «Феномен женского политического лидерства в Украине» (Одесская национальная юридическая академия, 2002).

## Трудовая деятельность
В 1972—1973 годах — учитель украинского языка и литературы Кадиевской средней школы № 2 Луганской области. В 1974—1975 годах — организатор внеклассной работы средней школы № 7 города Харькова. В 1975—1977 годах — директор Новолозоватской 8-летней школы. В 1977—1982 годах — директор Лозоватской средней школы № 1 Криворожского района.
В 1982—1987 годах — заместитель председателя, в 1987—1992 годах — председатель исполкома Криворожского райсовета народных депутатов Днепропетровской области. В 1992—1994 годах — представитель Президента Украины в Криворожском районе. До 1995 года — председатель Криворожского райсовета народных депутатов.
В 1995—1997 годах — председатель Криворожской райгосадминистрации. В 1997—1998 годах — снова председатель Криворожского райсовета.

## Политическая деятельность
Народный депутат Украины 3-го созыва 03.1998 — 04.2002, избирательной округ № 37, Днепропетровская область от партии Всеукраинское объединение «Громада». На время выборов: председатель Криворожского райсовета Днепропетровской области, член партии Всеукраинское объединение «Громада».
Член фракции «Громада» (05.1998 — 03.1999), член группы «Независимые» (03.1999 — 01.2000), член группы «Возрождение регионов» (01.2000 — 04.2001), член фракции Партии «Демократический союз» (с апреля 2001). Член Комитета по вопросам регламента, депутатской этики и организации работы ВР Украины (07.1998 — 02.2000), Комитета по вопросам социальной политики и труда (март-апрель 2000), член Комитета по вопросам аграрной политики и земельных отношений (с апреля 2000).
Была заместителем председателя партии «Солидарность женщин Украины» (с ноября 1999).
В 2002 году снова баллотировалась по тому же округу, но не была избрана.
После отошла от политики, занимается предпринимательской деятельностью.

## Награды
- Отличник образования Украины[6];
- Орден княгини Ольги 2-й и 3-й степеней;
- Орден «Почётный крест» Международного экономического рейтинга;
- Почётные грамоты Верховной рады Украины;
- Лауреат Всеукраинской премии «Женщина ІІІ тысячелетия» в номинации «Рейтинг» (2008);
- Почётный гражданин Криворожского района (2008)[7].